# Leonard Mandel
Leonard Mandel (Berlim, 9 de maio de 1927 — Pittsford, Condado de Monroe (Nova Iorque), 9 de fevereiro de 2001) foi um físico estadunidense.
Foi professor emérito da cátedra Lee DuBridge de física e óptica na Universidade de Rochester. Contribuiu intensivamente para a óptica teórica e experimental. Com Emil Wolf publicou o livro Optical Coherence and Quantum Optics.
Mandel nasceu em Berlim, para onde seu pai imigrou do Leste Europeu. Obteve um grau de BSc em matemática e física em 1947 e um PhD em física nuclear em 1951 no Birkbeck College, Universidade de Londres. Em 1951 foi um técnico na Imperial Chemical Industries. Em 1955 foi lecturer no Imperial College London, onde permaneceu até 1964, quando tornou-se professor de física da Universidade de Rochester.

## Premiações
- 1982 - Prêmio Max Born (Optical Society)
- 1989 - Medalha e Prêmio Young
- 1993 – Medalha Frederic Ives